# Uzbekistan na Zimowych Igrzyskach Olimpijskich Młodzieży 2012
Uzbekistan na Zimowych Igrzyskach Olimpijskich Młodzieży 2012, które odbywały się w Innsbrucku reprezentował 1 zawodnik.

## Skład reprezentacji Uzbekistanu

### Narciarstwo alpejskie
Chłopcy
| Zawodnik       | Konkurencja     | Wyniki       | Wyniki       | Wyniki       | Wyniki       |
| Zawodnik       | Konkurencja     | Runda 1      | Runda 2      | Razem        | Miejsce      |
| -------------- | --------------- | ------------ | ------------ | ------------ | ------------ |
| Frederik Bigom | Slalom          | 54.44        | 49.94        | 1:44.38      | 31.          |
| Frederik Bigom | Slalom gigant   | Nie ukończył | Nie ukończył | Nie ukończył | Nie ukończył |
| Frederik Bigom | Supergigant     |              |              | 1:17.50      | 40.          |
| Frederik Bigom | Superkombinacja | 1:14.30      | Nie ukończył | Nie ukończył | Nie ukończył |